# Nana Kagga
Nana Hill Kagga Macpherson (également connue sous le nom de Nana Kagga-Hill ou Nana Hill ou Nana Hill Kagga), née le 6 avril 1979, est une actrice, cinéaste, créatrice de contenu, scénariste, mais aussi ingénieure (dans l'industrie pétrolière) ougandaise, connue notamment pour ses rôles d’actrices et les émissions de télé qu’elle a créée et présentée.

## Biographie
Nana Kagga est née à Nairobi, au Kenya, de parents ougandais d’origine ganda. Son père est ingénieur. Elle est la troisième au sein d’une fratrie de six enfants. Au moment de sa naissance, ses parents sont en exil, l’Ouganda étant alors sous le régime du président Idi Amin Dada. Elle grandit principalement en Ouganda dans une famille aisée. En plus de son père et de son grand-père maternel, quatre de ses frères et sœurs sont également ingénieurs. Nana Kagga réside à Kampala, en Ouganda, avec ses 3 enfants. Elle parle couramment l'anglais et le luganda. Elle effectue une partie de sa formation secondaire en Grande-Bretagne, obtenant son A-level à la Red Maids School de Bristol, la plus ancienne école de filles du Royaume-Uni. Elle rejoint ensuite l'Université de Birmingham,  pour des études supérieures en génie chimique.
Pendant ses vacances d'été, elle retourne en Ouganda et a l’opportunité, en 1997, de présenter Jam Agenda, une émission musicale de télévision, populaire en Ouganda, sur WBS Tv,.
Après avoir obtenu son diplôme, elle déménage en Floride, aux États-Unis, puis au Nouveau-Mexique, aux États-Unis. Au Nouveau-Mexique, elle a travaillé chez Laguna Industries en tant qu'ingénieure.
Puis elle tente sa chance comme actrice à Los Angeles pendant quelques années, ayant pris goût aux feux de la rampe, adolescente, avec Jam Agenda, étant sollicité et trouvant ces opportunités amusantes et lucratives. Elle interprète des rôles secondaires dans un certain nombre de films dont A Good Day to Be Black and Sexy en 2008, et He's Just Not That into You, puis dans un épisode de Star Trek en 2009.
Elle obtient également un rôle dans des séries américaines, notamment dans un épisode de CSI: NY (en français : Les Experts).  Au théâtre, elle est choisie par Darren Dahms dans le rôle de Mercy dans la pièce Butterflies of Uganda, sélectionnée pour un prix de la National Association for the Advancement of Colored People (NAACP).
Elle apparaît dans plusieurs vidéoclips de Pink, Amy Winehouse, Sting, Lenny Kravitz, etc..
Elle joue également dans des  publicités télévisées.
Fin 2009, elle retourne en Ouganda, y crée une entreprise de production, Savannah Moon Ltd. Cette société lance la réalisation d’un long métrage de fiction, The Life, qui sort en 2012, et est diffusé sur M-NET, d'une série TV Beneath The Lies - The Series qui est diffusé sur Urban TV et distribué en numérique par MTN Uganda. Elle produit aussi une autre émission TV, How We See It, et travaille au développement d’autres concepts et contenus .
Kagga travaille en même temps comme ingénieur pétrolier pour l'une des grandes compagnies pétrolières et gazières opérant en Ouganda.

## Filmographie

### Comme actrice

#### Film
| Année | Film                            | Rôle                 | Réalisateur      | Notes                                                                 |
| ----- | ------------------------------- | -------------------- | ---------------- | --------------------------------------------------------------------- |
| 2022  | Nalwawo                         | Nanta                | Emokor Eric      | Produit par Savannah Moon Productions, Geoffix Films, Spectacle Media |
| 2022  | Pieces of Me                    | Indigo Gray Namukasa | Nsubuga Nicholas | Produit par Savannah Moon Productions                                 |
| 2009  | Star Trek                       | Membre d’équipage    | J.J. Abrams      | Paramount Pictures                                                    |
| 2009  | He's Just Not That into You     | Invitée d’une fête   | Ken Kwapis       | Universal Pictures                                                    |
| 2008  | A Good Day to Be Black and Sexy | Candi                | Dennis Dortch    | Magnolia Pictures                                                     |
| 2007  | Collision                       |                      |                  | Film indépendant                                                      |
| 2007  | Hitch-hike                      |                      |                  | Film indépendant                                                      |
| 2007  | Cowboys and Indians             | Indienne             |                  | Court-métrage                                                         |

#### Télévision
| Année | Titre                               | Rôle                | Réalisateur         | Notes                                                                     |
| ----- | ----------------------------------- | ------------------- | ------------------- | ------------------------------------------------------------------------- |
| 2021  | Prestige                            | Jazmine             |                     | TV Série télé produites par Ava Juliet Productions pour Pearl Magic Prime |
| 2014  | Beneath The Lies - The Series       | Procureur général   | Joseph Katsha Kyasi | TV Series, Savannah MOON Productions                                      |
| 2008  | Runway Stars                        | Angel               |                     | Web Series                                                                |
| 2008  | Life (série télévisée)              | Jeune femme noire   |                     | TV Series, NBC                                                            |
| 2007  | CSI: NY (en français : Les Experts) | Josephine Delacroix | Joe Dante           | TV Series, CBS                                                            |
| 2006  | BET Stars                           |                     |                     | BET                                                                       |

#### Théâtre
| Année | Titre                 | Rôle  | Metteur en scène | Théâtre | Notes                                    |
| ----- | --------------------- | ----- | ---------------- | ------- | ---------------------------------------- |
| 2008  | Butterflies of Uganda | Mercy | Darren Dahms     | Mercy   | Greenway Theater, septembre-octobre 2008 |

### Comme membre de l’équipe technique
| Année | Film/TV Series                    | Rôles                                                                                      | Notes                       |                                                                    |
| ----- | --------------------------------- | ------------------------------------------------------------------------------------------ | --------------------------- | ------------------------------------------------------------------ |
| 2023  | Kasozi Heights (Feature film)     | Co-Directrice, Directrice du Casting, Assistante, Scénariste, Coach d'acteurs              | Emokor Eric                 | Produit par Ceekay Films                                           |
| 2023  | Goolo (Feature film)              | Productrice exécutive, Scénariste, Directrice du casting, Directrice artistique            | Geoffrey Kasozi             | Produit par Savannah Moon, commandé par Maisha Magic Movies        |
| 2022  | Mukisa (long métrage)             | Productrice exécutive, Scénariste, Directrice du casting, Production/ Conception de décors | Geoffrey Kasozi             | Produit par Savannah Moon, commandé par Maisha Magic Movies        |
| 2022  | My Sister's Keeper (long métrage) | Productrice exécutive, Scénariste, Directrice du casting, Conception de décors             | Nana Kagga                  | Produit par Savannah Moon, Commandé par Maisha Magic Movies        |
| 2022  | Pieces of Me (long métrage)       | Actrice, Scénariste, Directrice du casting, Productrice exécutive, Conception de décors    | Nsubuga Nicholas            | Produit par Savannah Moon, Commmandé par Maisha Magic Movies       |
| 2022  | Nalwawo (long métrage)            | Actrice, Scénariste, Créatrice, Productrice                                                | Emokor Eric                 | Produit par Savannah Moon, Geoffix99 Films, Spectacle Media        |
| 2021  | Empaabi (long métrage)            | Co-Directrice, Directrice du casting, Productrice exécutive                                | Geoffrey Kasozi, Nana Kagga | Produit par Savannah Moon, Geoffix99 Films, Spectrum Uganda Media  |
| 2020  | Embeera (court métrage)           | Directrice, Script-writer, Casting Director, Exec. Producer                                | Nana Kagga                  | Produced by Savannah MOON, Geoffix99 Films                         |
| 2020  | Ubuntu (Short film)               | Director, Scénariste, Directrice du casting, Productrice exécutive                         | Nana Kagga                  | Produit par Savannah MOON, Geoffix99 Films                         |
| 2019  | Mela (TV/ Web series)             | Créatrice, Directrice, Scénariste                                                          | Maria Corrazon, Nana Kagga  | Produit par Savannah Moon                                          |
| 2019  | The Quarry (court métrage)        | Casting Director, Exec. Producer                                                           | Eddie Kagutuzi              | Produit par Savannah Moon, Baby Plantains production, Balkon Films |
| 2018  | Reflections                       | Créatrice, scénariste, réalisatrice                                                        | Séries Tv                   |                                                                    |
| 2016  | The Last Breath                   | Productrice exécutive                                                                      | Court-métrage               |                                                                    |
| 2014  | Beneath The Lies - The Series     | Créatrice, scénariste, productrice exécutive                                               | Séries Tv                   |                                                                    |
| 2014  | How We See It                     | Présentatrice, réalisatrice, productrice                                                   | Talk-show ougandais         |                                                                    |
| 2012  | The Life                          | Réalisatrice, productrice                                                                  | Long-métrage                |                                                                    |